# Kloster Wald (Ottobeuren)
Kloster Wald ist ein Ortsteil des oberschwäbischen Marktes Ottobeuren im Landkreis Unterallgäu.

## Geographie
Kloster Wald liegt etwa drei Kilometer nördlich von Ottobeuren, östlich davon liegt der Weiherberg.

## Geschichte
In einer Urkunde von Papst Eugen III. wurde bereits 1152 Klosterwald als Besitz des Klosters Ottobeuren bestätigt. Es wurde unter Abt Rupert eingelöst. Abt Isingrim bedachte die bereits bestehende Kapelle St. Max im Tal 1167 mit Reliquien. Unter Abt Gallus Memminger wurde die Kapelle 1594 abgebrochen, am Waldhang neu aufgebaut und 1595 geweiht. 1681 erwarb Maria Mayer aus Westerheim die Eremitage bei der Kirche und ließ sich mit anderen Frauen dort nieder. Ein Neubau wurde 1685 bezogen, im selben Jahr wurde das Kloster selbständig. Es unterlag noch keiner bestimmten Klosterregel. Die Äbtissin des Nonnenklosters Nonnberg Maria Anna Ernestine von Thun gilt als eigentliche Gründerin des Nonnenklosters St. Anna im Wald. Sie sandte am 18. Dezember 1706 Nonnen nach Wald und veranlasste die dort niedergelassenen zur Annahme der Regula Benedicti. Die Klosterkirche St. Anna wurde am 4. Oktober 1729 geweiht. Diese war im Nordflügel integriert. Am 16. Mai 1800 besetzten die Franzosen mit etwa tausend Mann das Kloster vier Tage lang, plünderten und verwüsteten es und verursachten einen Gesamtschaden von etwa 16.000 Gulden. Drei Jahre später wurde das Kloster säkularisiert. 1804 erwarb Sigmund von Schütz aus Memmingen die Klostergebäude. Sie dienten als Land- und Jagdsitz, die Klosterkirche wurde als Holzmagazin benutzt. 1865 kauften die Englischen Fräulein von Mindelheim die Klosteranlage, wandelten sie in ein Mädchenpensionat um und renovierten 1868 die Klosterkirche. Von 1943 bis 1945 war in den Klosterräumen ein Lazarett untergebracht. Bis in die 1990er war dort eine Mädchenrealschule mit Internat der Englischen Fräulein (Maria-Ward-Institut).
Siehe: Liste der Baudenkmäler in Kloster Wald.

## Kommunale Zugehörigkeit
Kloster Wald gehörte zur Gemeinde Guggenberg und wurde mit dieser am 1. Januar 1972 in die Marktgemeinde Ottobeuren eingegliedert.